# Houria (film, 1986)
Pour l’article homonyme, voir Houri (homonymie).
Houria (Hûrya) est un film algérien réalisé par Sid Ali Mazif et sorti en 1986.

## Synopsis
Dans la ville de Constantine, les amours contrariés de deux étudiants : Houria, orpheline de père, issue d'un milieu pauvre et traditionnel et Noureddine, fils d'une famille aisée, influencée par le mode de vie occidental. Les frères de Houria la surveillent étroitement et veulent la marier à un cousin germain. La jeune femme fait alors une fugue et, lorsqu'elle retourne au foyer, elle est battue et placée sous haute surveillance. Noureddine la demande courageusement en mariage. Mais, alors que la famille de Houria accepte, c'est, plutôt cette fois-ci, la fille qui refuse…

## Fiche technique
- Titre du film : Houria
- Réalisation : Sid Ali Mazif
- Scénario : Hawa Djabali
- Photographie : Ali Boujemah - Couleurs
- Musique : Ahmed Malek
- Société de production : ENAPROC
- Pays de production :  Algérie
- Langue originale : arabe
- Durée : 97 minutes
- Date de sortie :
  - Algérie : 1986

## Distribution
- Nahad Ali
- Ali Aïssaoui
- Wahiba Zekkal
- Farida Amrouche
- Amina Medjoubi
- Fatma-Zohra Halit

## Commentaire
- Le titre du film est symbolique : famille et société refusent à Houria ce que son prénom signifie, la liberté. « Avant d'aimer, je veux apprendre à être libre », dit-elle.
- Entre deux types de mariage, l'ancien et le nouveau, Houria n'en choisit aucun. « Elle ne veut pas se marier comme on fuit, pour trouver un refuge ou une solution. [...] La construction du film, qui la montre tantôt dans sa famille tantôt au dehors, permet de comprendre ce que la jeune fille veut dire », écrit Denise Brahimi[2].
- « Psychiquement, il faut à Houria du temps et un grand travail sur elle-même et sur son rapport au monde pour passer d'un versant à l'autre de sa vie. »[3] Il ne suffit pas que notre héroïne combatte les pressions de sa famille, encore faut-il qu'elle « lutte pour devenir une personne humaine [...] dans un monde futur, transformé lui aussi. [...] Changer à la fois, d'un même mouvement, les êtres et la société telle est ou a été l'utopie algérienne. En tout cas, le film de Sid Ali Mazif nous fait assister par là à une intériorisation progressive, par les femmes elles-mêmes, du processus nécessaire pour échapper aux limitations de leur statut social », affirme encore Denise Brahimi[3].